# Madan (distrikt)
Madan (bulgariska: Мадан) är ett distrikt i Bulgarien.   Det ligger i kommunen Obsjtina Bojtjinovtsi och regionen Montana, i den nordvästra delen av landet, 100 km norr om huvudstaden Sofia.
Trakten runt Madan består till största delen av jordbruksmark. Runt Madan är det ganska glesbefolkat, med 38 invånare per kvadratkilometer.